# Sint-Jorisbasiliek
De Sint-Jorisbasiliek (Tsjechisch: Bazilika svatého Jiří) is een basilica minor in de wijk Hradčany van de Tsjechische hoofdstad Praag. De basiliek is de oudste kerk binnen de Praagse burcht, waar ook de Sint-Vituskathedraal staat. Oorspronkelijk werd de kerk rond het jaar 920 gebouwd, waarmee het de tweede christelijke kerk was binnen het gebied dat nu Praag heet. In de eerste helft van de 12e eeuw werd de kerk herbouwd in romaanse stijl. De barokke gevel van de Sint-Jorisbasiliek stamt uit de 17e eeuw.
Naast de kerk staat het benedictijnse Sint-Jorisklooster. De basiliek zelf staat aan de oostkant van het náměstí U svatého Jiří (Plein bij de Sint-Joris). Aan hetzelfde plein bevinden zich nog twee andere kerken; de Sint-Vituskathedraal aan de westkant en de Allerheiligenkerk aan de zuidzijde.